# La Victoria (Valle del Cauca)
La Victoria es un municipio de la República de Colombia en el departamento de Valle del Cauca. Localizado en la región norte del departamento, se encuentra ubicado en la ribera derecha del Río Cauca y entre la Cordillera Occidental y la Cordillera Central.

## Toponimia
El nombre fue otorgado el 23 de diciembre de 1850, fecha en que la iglesia católica conmemora la fiesta de Santa Victoria. Antes de este, la población se había fundado bajo el nombre de La Cañada y poco tiempo después se llamó San José, nombre que también se le dio a la capilla por un promesa hecha por Felipa Rivas al Santo Patrono.

## Historia

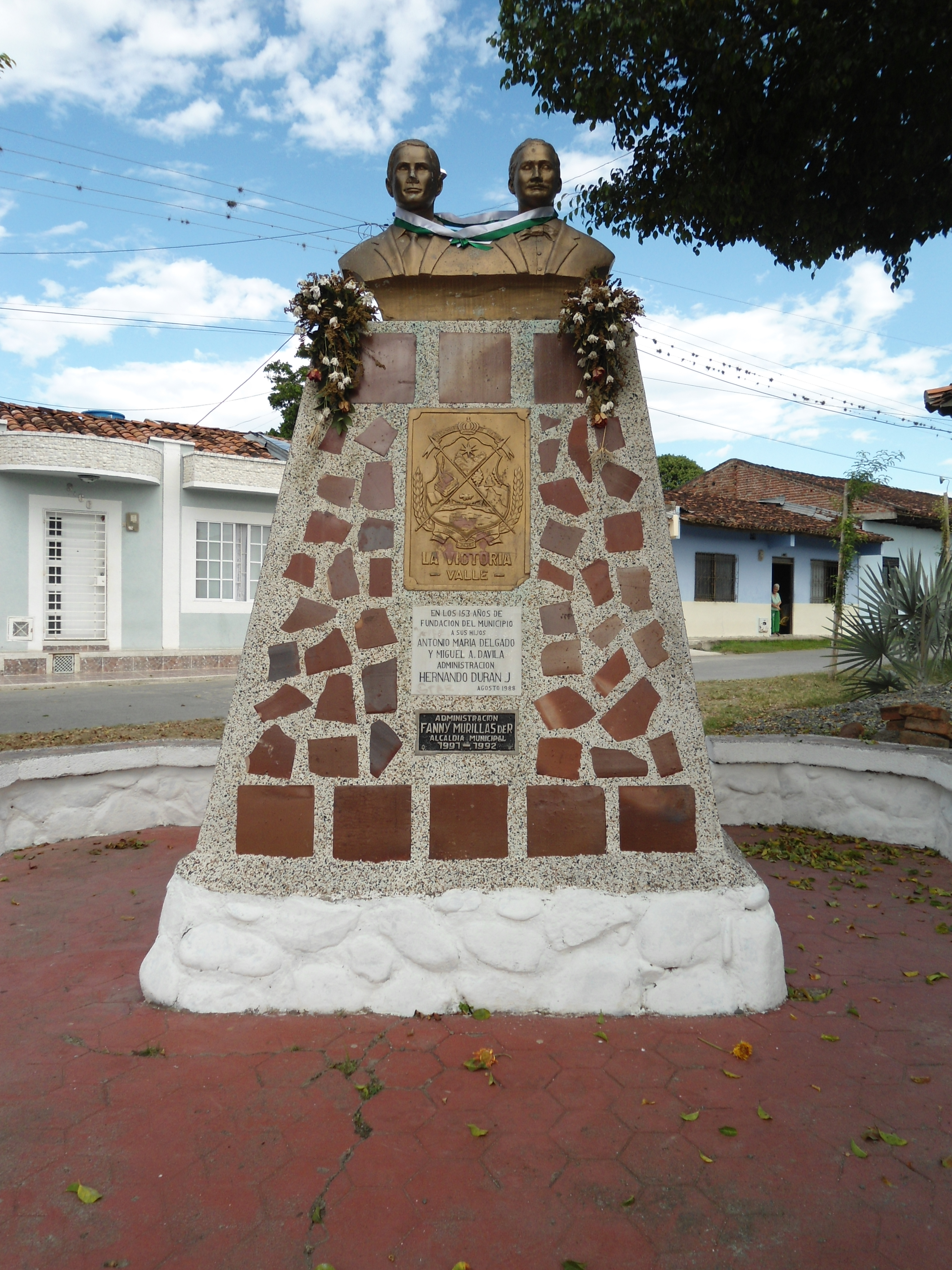
Monumento a los fundadores Antonio María Delgado y Miguel A. Dávila.

### Fundación
El 12 de agosto de 1835 a orillas de la Quebrada los Micos, se estableció una población con el nombre de La Cañada, Posteriormente cambió su nombre al de San José y siguiendo indicaciones del hacendado Antonio María Delgado trasladaron la población para las orillas del Río Cauca, ya que para ese entonces la vía fluvial era la mejor comunicación existente.
La población conocida en ese momento como San José pertenecía jurisdiccionalmente al municipio de El Naranjo (hoy Obando). El 23 de diciembre de 1850 fue erigida como distrito por la cámara de provincia instalada en la ciudad de Buga, cambiando su nombre por el actual. A partir de 1910 pasa a ser parte del recién creado departamento de Valle del Cauca.

### Historia reciente
La Victoria fue por muchas décadas un importante puerto fluvial cuando estaba en su máximo auge la navegación por el río Cauca. Así mismo, contaba con una posición estratégica que le hacía ser paso obligado entre importantes ciudades como Zarzal, Cartago, Roldanillo y Pereira. Sin embargo, con el desarrollo de la autopista panamericana, cuya troncal pasa por el área rural del municipio, perdió paulatinamente la afluencia de vehículos de paso, a la par con un notable y progresivo deterioro de las vías de acceso al municipio.
Al igual que muchos municipios del norte del Valle del Cauca, La Victoria fue epicentro del fenómeno del narcotráfico dentro del conocido Cartel del norte del valle. A pesar de que no presentaban hechos violentos tan críticos como en poblaciones vecinas, finalmente sucedían actos de sicariato y retaliación entre grupos mafiosos. Planeación Nacional contabiliza el desplazamiento de 236 personas en el periodo comprendido entre los años 2000 y 2008.

### Símbolos
La Victoria como entidad municipal posee escudo, bandera e himno, los cuales son los principales símbolos del municipio, forman parte de la imagen institucional de la administración municipal, por lo cual siempre están presentes en los actos protocolarios, en la papelería oficial, en las obras públicas, etc.

## Geografía, clima y recursos naturales
La cabecera principal, así como los principales centros poblados están asentados en el Valle del Río Cauca, en un terreno caracterizado por fuertes ondulaciones; la margen derecha del municipio es bastante escarpada, por su proximidad a la Cordillera Central. El municipio es delimitado físicamente por los ríos Cauca por el margen izquierdo y La Vieja por el margen derecho y colindando por el norte con el municipio de Obando y por el sur con el municipio de Zarzal.

La temperatura promedio es de 23 grados centígrados con tendencia a aumentar al mediodía y tarde; clima principalmente seco y con frecuentes olas de calor, lo que se conoce popularmente como bochorno.
Durante los meses de noviembre, diciembre, enero y febrero se registra mayor concentración de calor, tendencia que disminuye para los meses de abril, mayo y junio, siendo los meses de julio y agosto más frescos por la presencia de viento en el territorio.

### Geología e hidrografía

Mapa geográfico de La Victoria.

Alrededor de la ribera del Río Cauca hay unas zonas de descarga del mismo río que son frecuentemente inundadas durante temporadas de fuerte invierno; estos terrenos se han dedicado a la agricultura, y se han elevado jarillones para contener las inundaciones, pero estas no han sido suficientes.
Dentro de los principales accidentes topográficos se pueden considerar el Cerro Pan de Azúcar, Alto de Alegrías, El Convento, La Cruz, Monte Cristo, La Aurora, Sierramocha y Taguales.

Al pasar dos ríos caudalosos a ambos márgenes del municipio, son las áreas de drenaje que microcuencas como la Quebrada la Pobreza y la Quebrada San Miguel para el caso del Río La Vieja y la Quebrada los Micos y la Quebrada la Honda para el Río Cauca.

### Flora y fauna
No existe un inventario de las especies presentes en el municipio, pero llama la atención la presencia de especies como la Orchidaceae, ericaceae, Acanthaceae y Bromeliaceae, a pesar de que no son endémicas de la zona. El conocimiento de la fauna del municipio no ha sido objeto de estudio, y se reduce a animales domésticos y de granja. Sin embargo, no se descarta la presencia de fauna variada, especialmente en las zonas más alejadas del municipio, por ser territorio montañoso y poco explorado.

## Demografía
Según estadísticas del DANE, la población Victoriana está compuesta en un 51 % por mujeres y un 49 % por hombres, y el 68 % de la población vive en el área urbana frente al 32 % en el área rural.
La mayoría de la población es de raza mestiza,  Hay un reducido número de personas afrodescendientes y una destacada población indígena en las zonas más alejadas del centro poblado Taguales, especialmente en la vereda de Cuevaloca, con presencia de la tribu Embera Chamí. Según el censo de 2005, el 18,82 % se considera en situación de pobreza extrema, indicador que aumentó con relación al último censo. La población con mayores carencias se encuentra en el área rural (27,18 %).

## Estructura político-administrativa
Por su condición de municipio, está regido por un sistema democrático basado en los procesos de descentralización administrativa generados a partir de la proclamación de la Constitución Política de Colombia de 1991.
El Alcalde es el jefe de gobierno y de la administración municipal, representando legal, judicial y extrajudicialmente al municipio. Es un cargo elegido por voto popular para un periodo de cuatro años, que para el periodo 2016-2019 es ejercido por Marco Aurelio Cardona Ortiz. Entre sus funciones principales están la administración de los recursos propios de la municipalidad, velar por el bienestar y los intereses de sus conciudadanos y representarlos ante el Gobierno Nacional, además de impulsar políticas locales para mejorar su calidad de vida, tales como programas de salud, vivienda, educación e infraestructura vial y mantener el orden público.
El Concejo Municipal es una corporación administrativa de elección popular, compuesta por 11 concejales, elegidos democráticamente para un período de cuatro años, y cuyo funcionamiento tiene como eje rector la participación democrática de la comunidad. El concejo es la entidad legislativa de la ciudad emite acuerdos de cumplimiento obligatorio en su jurisdicción territorial. Entre sus funciones está aprobar los proyectos de los alcaldes, velar por la preservación y defensa del patrimonio cultural, dictar las normas orgánicas del presupuesto y expedir anualmente el presupuesto de rentas y gastos.
Los temas judiciales son atendidos por el Juzgado Promiscuo Municipal (Municipio 7.º del Circuito), quien a su vez depende del Circuito Judicial N.º 3 con sede en Cartago y este del Distrito Judicial N.º 8 con sede en Buga.
Administrativamente la Alcaldía de La Victoria se divide en dos grupos: La administración central y las entidades descentralizadas. Se entiende por Administración Central, el conjunto de entidades que dependen directamente del Alcalde. Estas entidades son denominadas Secretarías, cuyo principal objetivo es la prestación de servicios a la Comunidad o a la Administración Central.
| Administración central | Entidades descentralizadas |
| --- | --- |
| - Despacho del Alcalde - Secretaría de Gobierno - Secretaría de Desarrollo Social - Secretaría de Planeación e Infraestructura - Secretaría Financiera y Administrativa | - Centro de Recursos Educativos Municipales (CREM) - Hospital Nuestra Señora de los Santos - La Victoria ESP (Empresa de aseo) - Coovictoria Ltda. (Servicios de transporte de pasajeros) - Parque Recreacional La Victoria |

## División Político-Administrativa
Su Cabecera municipal, se divide en seis barrios, con una extensión de 1,72 km²: Central, Fátima, La Rivera, Los Almendros, Occidental y Santa Teresa.

### Centros poblados y Veredas

División administrativa del municipio.

La Victoria tiene bajo su jurisdicción 6 centros poblados.
La zona rural se extiende 263,63 km² y en ella viven 4.523 personas según poblaciones proyectadas por el DANE.
- Holguín

Ubicado a siete kilómetros de la cabecera municipal, es el centro poblado con más habitantes del municipio, con alrededor de 2.000 personas. Tiene un relieve plano principalmente, que se encumbra en los límites con Miravalles. Sede de la microempresa láctea del municipio.
- Miravalles

Fundado en 1920 por dos familias que se asentaron en la zona y ubicado a 20 kilómetros de la cabecera municipal. Tiene un terreno montañoso y boscoso de clima templado, con temperatura promedio de 20 °C y la zona poblada está a 1400 metros sobre el nivel del mar.
- Riveralta

Centro poblado principalmente montañoso, ubicado a 29 kilómetros de la cabecera municipal.  Ofrece además fincas cafeteras turísticas, similares a las del departamento del Quindío.
- San José

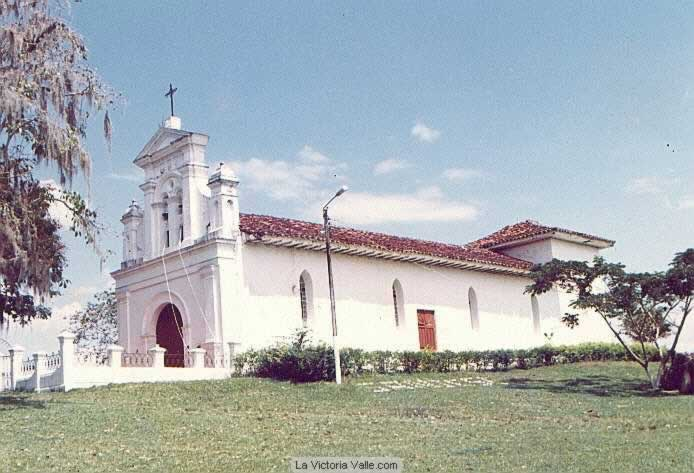
Santuario San José

Dista a cinco kilómetros de la cabecera municipal. Su relieve es compuesto principalmente de tierras planas. En este centro poblado se fundó el municipio inicialmente, antes que la cabecera fuera movida para su ubicación actual. Posee el Santuario San José y la Estación del Ferrocarril.
- San Pedro

Es el centro poblado más próximo a la cabecera municipal, a solo tres kilómetros de distancia. Tiene un relieve principalmente plano y de ladera. Por sus límites pasa la Carretera Panamericana Ruta 25S y dentro de él está ubicado un parador de camiones conocido como Palo de Leche. 
- Taguales

Es el centro poblado más alejado de la cabecera municipal, a una distancia de 33 kilómetros. Cuenta con apenas treinta viviendas, a una altitud de 1300 m s. n. m. Tiene un relieve montañoso con accidentes orográficos de las Cuchillas Aguja, Taguales, Sierramocha, Gallinazo y Cuevaloca. En esta última existe una comunidad de la tribu indígena Embera Chamí. Las veredas Dávila y Holanda antes eran consideradas centros poblados, por esa razón en el escudo de armas municipal, el escudo de ocho rayos hace alusión a ocho centros poblados y no a seis, como en realidad corresponde.

## Economía
Las actividades económicas que predominan en el municipio son la agricultura y la ganadería, aunque esta última ha venido desplazando los tradicionales cultivos de sorgo, solla, maíz, millo y algodón para actividades pecuarias, por la tenencia de tierra en manos de latinfundistas, reemplazando la mayoría de cultivos por zonas de pastoreo, provocando a su vez aumento de desempleo y la migración a otras poblaciones vecinas. No existen sectores industriales o microempresas de producción masiva, a excepción de la microempresa láctea del centro poblado Holgúin, que comercializa sus productos hacia poblaciones locales y otras como Pereira, Cartago, Cali y Bugalagrande. También hay un importante margen de ocupación de personas en la extracción de materiales de arrastre del Río Cauca. En la región montañosa se produce café, plátano, hortalizas, cítricos, caña panelera y se incrementa día a día la ganadería extensiva.
La economía del área urbana está centrada principalmente en la plaza principal, donde convergen la mayoría de establecimientos entre comerciales, bancos y lugares de esparcimiento. Hay registrados 328 establecimientos comerciales, de los cuales el 24,1 % suplen necesidades básicas, 4.37 % de salud, 11,3 % de esparcimiento y el 59,7 % complementarios de servicios primarios como hoteles, depósitos de insumos agrícolas, restaurantes, apartahoteles, entre otros.

## Educación

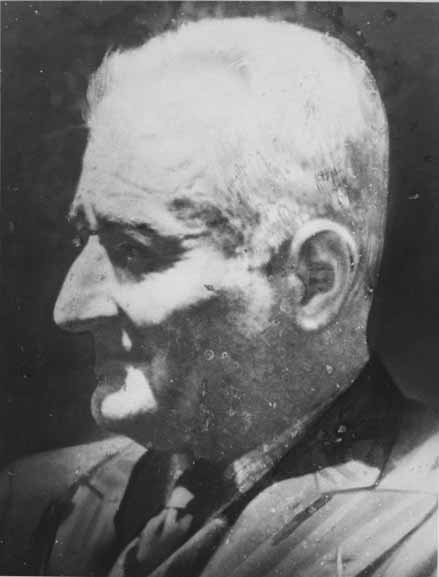
Manuel Antonio Bonilla, escritor victoriano.

En La Victoria existen cuatro instituciones educativas que brindan los servicios de educación básica secundaria. Dos de ellas en los centro poblado de Miravalles y San José, atendiendo la población rural:
| Educación secundaria - I.E Manuel Antonio Bonilla - I.E. Santa Teresita - I.E. San José (rural) - I.E. Nuestra Señora de la Paz (rural) | Educación primaria - Escuela Sagrado Corazón de Jesús - Escuela Marco Fidel Suárez - Escuela Luis Enrique Zamora - Escuela Manuel J. Gil |

Existen convenios con el SENA para el desarrollo de programas de formación técnica laboral en sistemas, contaduría y gestión empresarial.

## Turismo

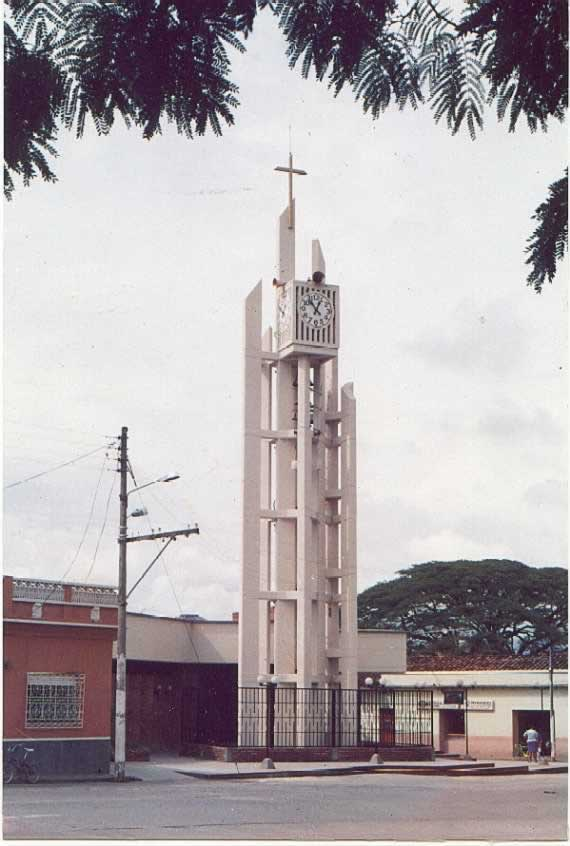
Parroquia San José.

El turismo del municipio está enfocado principalmente al tema religioso, destacándose una advocación mariana, el Santuario de San José, de construcción colonial, construida desde la fundación del municipio y patrimonio cultural de Colombia y el templo de la cabecera municipal.

### Parroquia de San José
Construida en el año de 1859, el templo original fue seriamente afectado tras el terremoto de 1979, lo que obligó a construirlo nuevamente con un estilo arquitectónico moderno para la época. Su torre del reloj es referente para el pueblo y está ubicado en el parque central de la población. Jurisdiccionalmente pertenece a la diócesis de Cartago.

### Nuestra Señora de los Santos

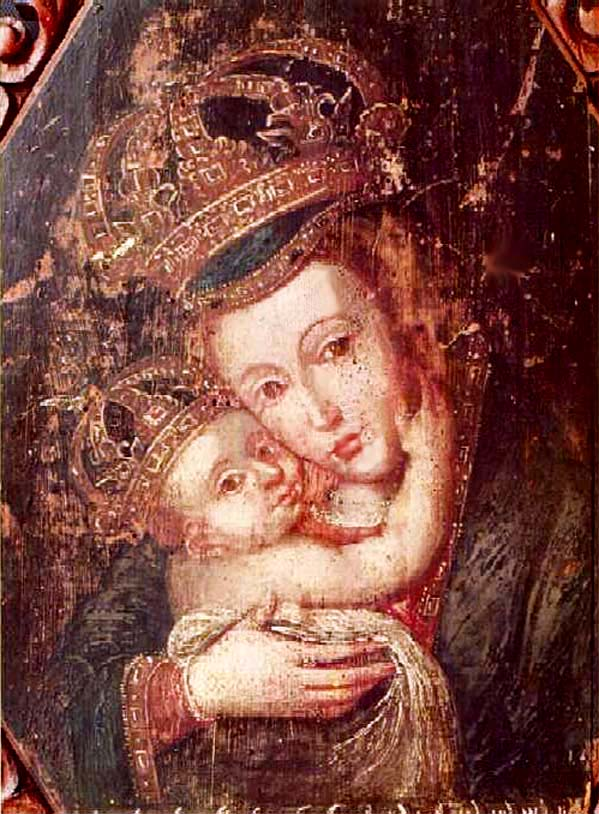
Nuestra Señora de los Santos.

Declarada santa patrona del municipio, la Virgen de Nuestra Señora de los Santos es un grabado en madera al que se le atribuye una aparición milagrosa y que es objeto de veneración por la población local. Su historia se remonta al año de 1846, cuando según relato de oídas reconstruido por historiadores locales, una tarde muy lluviosa rebosó los cauces del zanjón del sector conocido como "La Altamisa", y cerca de él estaba ubicada la hacienda de la familia Dávila. Terminada la tormenta, una mujer de nombre María Ignacia que estaba al servicio de la familia se dirigió a orillas del zanjón a ver correr las aguas, que al desbordarse había dejado toda clase de malezas, desperdicios y trozos de madera. Entre esos desechos, la mujer recogió una pequeña tabla de 11 x 15 centímetros, en la que se advertía una mancha de color oscuro que le causó curiosidad. Al regresar a la vivienda se la muestra a su patrona la señorita Bonifacia Dávila, a quien también le causa curiosidad la mancha y presume una aparición mariana. La lavó esmeradamente y la colocó en su oratorio, al lado de otras imágenes de santos que veneraba.
Después de algún tiempo, la mujer advirtió que en la tabla se iba destacando la imagen de un santo, agregándose paulatinamente contornos y detalles. Al darse a conocer la noticia en la población, comenzó una romería por la hacienda, y algunos devotos comenzaron a atribuirle favores recibidos por su veneración. Según el relato, un día que Bonifacia Dávila puso especial esmero en la decoración de su oratorio con flores, colgaduras y velas; pero al ausentarse y regresar encontró todo el altar quemado, a excepción de la tabla, suceso que no dudó en atribuir a la aparición y que incrementó el fervor tanto de ella como de la población por la tabla.
Al fallecer la dueña del cuadro, la familia dispuso prestarla a los vecinos del sector, para que la tuvieran itinerantemente en su casa. Durante la visita del Obispo de Popayán (por esa época Popayán era la capital del Estado Soberano del Cauca, de la cual era jurisdicción la población), la imagen se encontraba al cuidado de la señora Bernardina Rebellón, quien aprovechó la ocasión para presentarle el cuadro al Prelado para que este decidiera sobre la autenticidad del mismo y a la vez le atribuyera una advocación, ya que hasta el momento solo se le conocía como La Virgen aparecida de la niña Bonifacia. El Prelado le asignó el nombre de "La Virgen de los Santos" y ordenó que la imagen no debería estar en casas particulares sino en el templo.

## Transporte
Desde hace varias décadas cesó la navegación comercial por el Río Cauca, lo que hizo perder su calidad de puerto a la población. Hace unos años se restauró una tradicional barcaza que conectaba con el municipio de La Unión por el sector de San Pedro. Así mismo, el Puente "Mariano Ospina Pérez" conecta por carretera ambas poblaciones.
El municipio es atravesado verticalmente por la Carretera Panamericana, la cual fue ampliada a doble calzada por medio de una concesión desde el año 2005. Igualmente cuenta con dos vías departamentales, la primera comienza en el desvío del sector Palo de Leche hasta el puente sobre el Río Cauca; esta vía cruza por el centro poblado San Pedro. la segunda también comienza en el centro poblado San Pedro, lo comunica con el casco urbano donde toma el nombre de Carrera Séptima o Vía Principal, atravesándo la zona urbana hasta el punto denominado La Y, donde se vuelve a comunicar con la Carretera Panamericana.
Existe una vía pavimentada que conecta con el centro poblado Holguín y que pasa también por el centro poblado San José. a partir de Holguín esta vía solo es pavimentada por tramos y es principalmente carreteable, hasta llegar al centro poblado Miravalles. La vía que comunica con Miravalles, Taguales y Riveralta fue construida en 1963 por ingenieros militares del Batallón N° 30 Vencedores de la ciudad de Cartago. También existe vía férrea la cual tiene parada en el centro poblado San José, aunque dicha vía no está en uso.
La empresa de transporte local, "Coovictoria" es una cooperativa de transportadores que cuenta con apoyo oficial, presta servicios de transporte al interior de la cabecera municipal y a los centros poblados, así como viajes a las ciudades vecinas, Pereira, Armenia y Cali.

## Medios de comunicación
El servicio de televisión por cable es prestado por la asociación de televisión comunitaria Televictoria, la cual opera desde hace más de veinte años y mantienen un Canal Comunitario. De su programación se destaca el magazín La Krápula, el cual es producido por jóvenes de la población. Existe además una emisora local llamada Guacará Estéreo, aunque su alcance se limita al casco urbano.También cuenta con tres página web :
1- www.lavictoria-valle.gov.co
2- www.lavictoriavalle.com
3- www.facebook.com/alcaldiamunicipal llavictoria valle

## Salud
El principal centro de atención es el Hospital Nuestra Señora de los Santos, el cual fue construido contiguo al anterior hospital en el año de 1994. Su historia se remonta al año de 1946, cuando el señor Manuel J. Gil Esquivel dispuso en su testamento 15.000 pesos para la fundación de un hospital y asilo de ancianos. Gracias a esta iniciativa, se realizaron los trámites administrativos tanto en el Concejo Municipal como ante la Gobernación del Departamento para la construcción y puesta en funcionamiento. El 27 de enero de 1950 se le concede personería jurídica al Hospital San Gerardo, con la cual la junta directiva puede hacer uso del dinero cedido, que a la fecha había tenido una renta de $25.370,90 pesos. Proceden con este dinero a comprar los terrenos por valor de $5.000 pesos y posteriormente la construcción del mismo.
Durante años el hospital funcionó como una institución privada, pero recibía recursos del estado. Esta situación fue resuelta y pasó a ser propiedad del municipio; en el año de 1993 se realizó la construcción del nuevo hospital, dentro de los mismos terrenos del antiguo, y en diciembre de 1994 se inauguró bajo la administración del gobernador Carlos Holguín Sardi y el alcalde Carlos Arturo Córdoba Viedma, cambiándose el nombre a Hospital Nuestra Señora de los Santos - E.S.E., brindando servicios de primer nivel de atención.

## Servicios públicos
El servicio de energía eléctrica es prestado por la Empresa de Energía del Pacífico - EPSA, entidad privada que opera en muchos municipios del Valle del Cauca. El servicio de acueducto y alcantarillado es operado por Acuavalle, entidad pública adscrita a la gobernación departamental. La cobertura de acueducto alcanza un 97,77 % en el área urbana y 26,24 % en el área rural. El servicio de gas natural es prestado por la empresa Gases de Occidente, atendiendo principalmente el área urbana. El servicio de aseo es operado por La Victoria ESP, empresa de aseo municipal que cuenta con su propio relleno sanitario en el centro poblado San José.
El servicio de telefonía fija es prestado por Movistar (antes Colombia Telecomunicaciones - Telecom). Hasta el año de 1997 los números telefónicos de la población eran de solo cuatro dígitos, empezando por el número 2100 y el indicativo de larga distancia era "92220". Con la entrada de operadores privados de larga distancia, se antepuso el prefijo "220" a los números locales y el indicativo de la población quedó en el número "2". Esta situación se repitió en la mayoría de municipios del Valle del Cauca.
La cabecera municipal y las principales vías de acceso tienen cobertura de telefonía celular, así como al interior del casco urbano se ofrece el servicio de internet banda ancha por suscripción, y puntos de acceso a internet bajo la iniciativa 'Compartel' del Ministerio de Tecnologías de la Información y las Telecomunicaciones.

## Cultura, deporte y recreación
El 31 de enero de 1986 por iniciativa de personalidades de la población se crea la Casa de la Cultura, como un centro de reunión y capacitación en actividades culturales como música, canto, pintura, lectura y teatro. En dicho lugar se han llevado a cabo pequeñas exposiciones y conciertos, y cuenta con el grupo de teatro La Mandrágora.
Anualmente se celebran Las fiestas del retorno, celebración que conmemora el aniversario de fundación del municipio, tradicionalmente festejado en el puente festivo del mes de agosto. Al igual que muchas poblaciones colombianas, las fiestas anuales son una ocasión para traer artistas nacionales e internacionales y para que los antiguos habitantes que se han trasladado a las grandes ciudades regresen a la población. Son tradicionales las casetas en el parque y la exhibición de lanchas sobre el Río Cauca.
En las afueras del municipio, zona occidental se encuentra el Estadio Municipal "Alejandro Zúñiga", el cual cuenta con una cancha de fútbol principal, una secundaria y canchas mixtas para la práctica de baloncesto, voleibol o microfútbol. Tiene una sola tribuna en el sector occidental. Ha sido escenario de eventos importantes para la población, como el partido de fútbol jugado por el elenco de Sábados Felices en la década de los 90 y de partidos de exhibición de los equipos América de Cali y Deportivo Cali, así como una pretemporada del Deportivo Pereira.
Cuenta con dos sitios principales de recreación: El Parque Recreacional de La Victoria, de carácter oficial ubicado en las afueras del municipio, en la zona norte y el Balneario "Arrayanes", ubicado sobre la Carretera Panamericana en el centro poblado San Pedro. En la cabecera además se encuentra el Parque "Los Lanceros", cerca de la plaza principal donde hay canchas mixtas y juegos infantiles.

## Servicios públicos
- Energía Eléctrica: Celsia, es la empresa prestadora del servicio de energía eléctrica.[25]
- Gas Natural: Gases de Occidente es la empresa distribuidora y comercializadora de gas natural en el municipio.